# European League 2005
L'European League 2005 si è svolta dal 3 giugno al 24 luglio 2005: al torneo hanno partecipato otto squadre nazionali europee e la vittoria finale è andata per la prima volta alla Russia.

## Regolamento

### Formula
Le squadre hanno disputato una prima fase a gironi con formula del girone all'italiana, con gare di andata e ritorno e doppio confronto: al termine della prima fase, la prima classificata di ogni girone, la migliore seconda classificata e la squadra del paese organizzatore (se questa rientra tra i precedenti criteri di qualificazione si è qualificata la seconda migliore seconda classificata) hanno acceduto alla fase finale strutturata in semifinali, finale per il terzo posto e finale.

### Criteri di classifica
Per ogni partita sono stati assegnati 2 punti alla squadra vincente ed 1 punto alla squadra sconfitta.
L'ordine del posizionamento in classifica è stato definito in base a:
- Punti;
- Ratio dei set vinti/persi;
- Ratio dei punti realizzati/subiti;
- Risultati degli scontri diretti.

## Squadre partecipanti
| Squadra    | Qualificazione | Ultima partecipazione |
| ---------- | -------------- | --------------------- |
| Estonia    | Wild card      | Debutto               |
| Finlandia  | Wild card      | European League 2004  |
| Germania   | Wild card      | European League 2004  |
| Rep. Ceca  | Wild card      | European League 2004  |
| Russia     | Wild card      | European League 2004  |
| Slovacchia | Wild card      | European League 2004  |
| Spagna     | Wild card      | Debutto               |
| Turchia    | Wild card      | European League 2004  |

## Torneo

### Fase a gironi
| Girone A  | Girone B   |
| --------- | ---------- |
| Estonia   | Rep. Ceca  |
| Finlandia | Slovacchia |
| Germania  | Spagna     |
| Russia    | Turchia    |

#### Girone A

##### Risultati
| 3 giugno 2005 ?, ? Durata: 1h:12 - Spettatori: 500    | Germania  | 3 - 0 | Finlandia | 25-21, 25-16, 25-14               |
| 4 giugno 2005 ?, ? Durata: 1h:56 - Spettatori: 750    | Germania  | 2 - 3 | Finlandia | 25-19, 23-25, 21-25, 25-19, 14-16 |
| 4 giugno 2005 ?, ? Durata: 2h:08 - Spettatori: 1 800  | Estonia   | 2 - 3 | Russia    | 26-24, 20-25, 25-20, 22-25, 11-15 |
| 5 giugno 2005 ?, ? Durata: 2h:10 - Spettatori: 1 400  | Estonia   | 2 - 3 | Russia    | 25-21, 21-25, 27-25, 16-25, 10-15 |
| 11 giugno 2005 ?, ? Durata: 1h:52 - Spettatori: 3 050 | Finlandia | 1 - 3 | Russia    | 20-25, 25-19, 22-25, 23-25        |
| 12 giugno 2005 ?, ? Durata: 1h:21 - Spettatori: 710   | Finlandia | 0 - 3 | Russia    | 22-25, 21-25, 19-25               |
| 10 giugno 2005 ?, ? Durata: 1h:20 - Spettatori: 1 300 | Germania  | 3 - 0 | Estonia   | 25-21, 27-25, 25-12               |
| 11 giugno 2005 ?, ? Durata: 1h:48 - Spettatori: 1 450 | Germania  | 3 - 1 | Estonia   | 25-19, 25-27, 27-25, 25-19        |
| 18 giugno 2005 ?, ? Durata: 1h:25 - Spettatori: 520   | Finlandia | 3 - 0 | Estonia   | 25-22, 25-23, 25-23               |
| 19 giugno 2005 ?, ? Durata: 1h:44 - Spettatori: 450   | Finlandia | 3 - 1 | Estonia   | 25-19, 25-18, 26-28, 25-20        |
| 18 giugno 2005 ?, ? Durata: 1h:23 - Spettatori: 850   | Russia    | 3 - 0 | Germania  | 25-22, 25-23, 25-21               |
| 19 giugno 2005 ?, ? Durata: 1h:15 - Spettatori: 870   | Russia    | 3 - 1 | Germania  | 18-25, 25-21, 25-20, 25-22        |
| 25 giugno 2005 ?, ? Durata: 1h:43 - Spettatori: 800   | Russia    | 3 - 1 | Finlandia | 25-18, 25-16, 22-25, 25-21        |
| 26 giugno 2005 ?, ? Durata: 1h:17 - Spettatori: 800   | Russia    | 3 - 0 | Finlandia | 25-23, 25-21, 25-21               |
| 25 giugno 2005 ?, ? Durata: 1h:25 - Spettatori: 700   | Estonia   | 0 - 3 | Germania  | 21-25, 23-25, 24-26               |
| 26 giugno 2005 ?, ? Durata: 1h:49 - Spettatori: 450   | Estonia   | 3 - 1 | Germania  | 21-25, 25-20, 25-22, 27-25        |
| 2 luglio 2005 ?, ? Durata: 2h:08 - Spettatori: 750    | Estonia   | 3 - 2 | Finlandia | 20-25, 25-23, 25-16, 28-30, 16-14 |
| 3 luglio 2005 ?, ? Durata: 1h:42 - Spettatori: 450    | Estonia   | 1 - 3 | Finlandia | 21-25, 25-23, 15-25, 17-25        |
| 2 luglio 2005 ?, ? Durata: 1h:58 - Spettatori: 1 600  | Germania  | 1 - 3 | Russia    | 24-26, 25-27, 25-20, 23-25        |
| 3 luglio 2005 ?, ? Durata: 1h:48 - Spettatori: 800    | Germania  | 3 - 1 | Russia    | 28-26, 25-19, 20-25, 25-23        |
| 8 luglio 2005 ?, ? Durata: 1h:13 - Spettatori: 720    | Finlandia | 3 - 0 | Germania  | 25-18, 25-19, 26-24               |
| 9 luglio 2005 ?, ? Durata: 1h:40 - Spettatori: 530    | Finlandia | 3 - 1 | Germania  | 22-25, 25-23, 25-20, 25-17        |
| 9 luglio 2005 ?, ? Durata: 1h:17 - Spettatori: 1 350  | Russia    | 3 - 0 | Estonia   | 25-19, 25-17, 27-25               |
| 10 luglio 2005 ?, ? Durata: 1h:06 - Spettatori: 1 070 | Russia    | 3 - 0 | Estonia   | 25-12, 25-18, 25-12               |

##### Classifica
| Pos. | Squadra   | Pt | G  | V  | P  | SV | SP | Ratio | PF    | PS    | Ratio |
| ---- | --------- | -- | -- | -- | -- | -- | -- | ----- | ----- | ----- | ----- |
| 1.   | Russia    | 23 | 12 | 11 | 1  | 34 | 11 | 3,091 | 1 072 | 952   | 1,126 |
| 2.   | Finlandia | 18 | 12 | 6  | 6  | 22 | 23 | 0,957 | 1 007 | 1 015 | 0,992 |
| 3.   | Germania  | 17 | 12 | 5  | 7  | 21 | 23 | 0,913 | 1 025 | 1 001 | 1,024 |
| 4.   | Estonia   | 14 | 12 | 2  | 10 | 13 | 33 | 0,394 | 965   | 1 101 | 0,876 |

      Qualificata alle semifinali.

#### Girone B

##### Risultati
| 4 giugno 2005 ?, ? Durata: 2h:20 - Spettatori: 1 500  | Slovacchia | 3 - 2 | Spagna     | 25-20, 25-19, 21-25, 21-25, 17-15 |
| 5 giugno 2005 ?, ? Durata: 1h:23 - Spettatori: 800    | Slovacchia | 0 - 3 | Spagna     | 22-25, 21-25, 16-25               |
| 3 giugno 2005 ?, ? Durata: 2h:08 - Spettatori: 1 200  | Rep. Ceca  | 3 - 2 | Turchia    | 23-25, 26-24, 20-25, 25-19, 15-11 |
| 4 giugno 2005 ?, ? Durata: 1h:45 - Spettatori: 1 100  | Rep. Ceca  | 3 - 1 | Turchia    | 25-22, 25-21, 22-25, 25-22        |
| 14 giugno 2005 ?, ? Durata: 1h:53 - Spettatori: 1 300 | Spagna     | 3 - 1 | Turchia    | 25-20, 22-25, 25-21, 25-22        |
| 14 giugno 2005 ?, ? Durata: 1h:55 - Spettatori: 1 500 | Spagna     | 1 - 3 | Turchia    | 19-25, 25-18, 20-25, 27-29        |
| 10 giugno 2005 ?, ? Durata: 2h:13 - Spettatori: 1 100 | Slovacchia | 2 - 3 | Rep. Ceca  | 25-21, 24-26, 22-25, 25-22, 7-15  |
| 11 giugno 2005 ?, ? Durata: 1h:53 - Spettatori: 750   | Slovacchia | 3 - 1 | Rep. Ceca  | 21-25, 25-18, 25-19, 25-22        |
| 18 giugno 2005 ?, ? Durata: 2h:10 - Spettatori: 500   | Spagna     | 2 - 3 | Rep. Ceca  | 26-28, 25-18, 25-20, 21-25, 10-15 |
| 19 giugno 2005 ?, ? Durata: 2h:08 - Spettatori: 550   | Spagna     | 3 - 2 | Rep. Ceca  | 23-25, 25-21, 24-26, 25-17, 17-15 |
| 18 giugno 2005 ?, ? Durata: 1h:25 - Spettatori: 900   | Turchia    | 3 - 0 | Slovacchia | 25-21, 25-21, 25-12               |
| 19 giugno 2005 ?, ? Durata: 1h:12 - Spettatori: 900   | Turchia    | 3 - 0 | Slovacchia | 25-18, 25-13, 25-21               |
| 25 giugno 2005 ?, ? Durata: 1h:52 - Spettatori: 900   | Rep. Ceca  | 1 - 3 | Spagna     | 25-23, 24-26, 21-25, 18-25        |
| 26 giugno 2005 ?, ? Durata: 1h:57 - Spettatori: 1 000 | Rep. Ceca  | 1 - 3 | Spagna     | 26-28, 25-16, 20-25, 23-25        |
| 24 giugno 2005 ?, ? Durata: 1h:48 - Spettatori: 1 000 | Slovacchia | 1 - 3 | Turchia    | 22-25, 25-20, 21-25, 14-25        |
| 25 giugno 2005 ?, ? Durata: 2h:08 - Spettatori: 680   | Slovacchia | 3 - 2 | Turchia    | 25-17, 19-25, 20-25, 25-23, 15-12 |
| 2 luglio 2005 ?, ? Durata: 1h:22 - Spettatori: 650    | Turchia    | 3 - 0 | Spagna     | 25-20, 25-19, 25-23               |
| 3 luglio 2005 ?, ? Durata: 1h:45 - Spettatori: 650    | Turchia    | 3 - 1 | Spagna     | 25-18, 22-25, 25-20, 25-14        |
| 2 luglio 2005 ?, ? Durata: 1h:57 - Spettatori: 1 500  | Rep. Ceca  | 1 - 3 | Slovacchia | 19-25, 25-23, 20-25, 24-26        |
| 3 luglio 2005 ?, ? Durata: 1h:57 - Spettatori: 800    | Rep. Ceca  | 2 - 3 | Slovacchia | 25-18, 22-25, 25-27, 25-17, 2-15  |
| 9 luglio 2005 ?, ? Durata: 1h:25 - Spettatori: 1 600  | Spagna     | 3 - 0 | Slovacchia | 25-20, 25-23, 25-19               |
| 10 luglio 2005 ?, ? Durata: 1h51: - Spettatori: 1 800 | Spagna     | 3 - 1 | Slovacchia | 28-26, 25-21, 21-25, 25-14        |
| 9 luglio 2005 ?, ? Durata: 1h:21 - Spettatori: 650    | Turchia    | 3 - 0 | Rep. Ceca  | 25-19, 25-20, 25-18               |
| 10 luglio 2005 ?, ? Durata: 2h:22 - Spettatori: 600   | Turchia    | 3 - 2 | Rep. Ceca  | 21-25, 23-25, 37-35, 25-23, 15-10 |

##### Classifica
| Pos. | Squadra    | Pt | G  | V | P | SV | SP | Ratio | PF    | PS    | Ratio |
| ---- | ---------- | -- | -- | - | - | -- | -- | ----- | ----- | ----- | ----- |
| 1.   | Turchia    | 20 | 12 | 8 | 4 | 30 | 17 | 1,765 | 1 094 | 1 000 | 1,094 |
| 2.   | Spagna     | 19 | 12 | 7 | 5 | 27 | 21 | 1,286 | 1 094 | 1 065 | 1,027 |
| 3.   | Slovacchia | 17 | 12 | 5 | 7 | 19 | 29 | 0,655 | 1 008 | 1 080 | 0,933 |
| 4.   | Rep. Ceca  | 16 | 12 | 4 | 8 | 22 | 31 | 0,710 | 1 153 | 1 204 | 0,958 |

      Qualificata alle semifinali.

### Fase finale
|  | Semifinali | Semifinali | Semifinali |        |    | Finale          | Finale          | Finale          |  |
|  |            |            |            |        |    |                 |                 |                 |  |
|  | 1B         | Turchia    | 1          |        |    |                 |                 |                 |  |
|  | 1B         | Turchia    | 1          |        |    |                 |                 |                 |  |
|  | 2A         | Finlandia  | 3          |        |    |                 |                 |                 |  |
|  | 2A         | Finlandia  | 3          |        | 2A | Finlandia       | 0               |                 |  |
|  |            |            |            |        | 2A | Finlandia       | 0               |                 |  |
|  |            |            | 1A         | Russia | 3  |                 |                 |                 |  |
|  | 1A         | Russia     | 1A         | Russia | 3  | 3               |                 |                 |  |
|  | 1A         | Russia     |            |        |    | 3               |                 |                 |  |
|  | 2B         | Spagna     | 1          |        |    | Finale 3º posto | Finale 3º posto | Finale 3º posto |  |
|  | 2B         | Spagna     | 1          |        |    |                 |                 |                 |  |
|  |            |            |            |        |    |                 |                 |                 |  |
|  |            |            |            |        |    | 1B              | Turchia         | 1               |  |
|  |            |            |            |        |    | 1B              | Turchia         | 1               |  |
|  |            |            |            |        |    | 2B              | Spagna          | 3               |  |

#### Semifinali
| 23 luglio 2005 ?, ? Durata: 2h:00 - Spettatori: 1 800 | Turchia | 1 - 3 | Finlandia | 25-18, 26-28, 23-25, 23-25 |
| 23 luglio 2005 ?, ? Durata: 1h:42 - Spettatori: 2 000 | Russia  | 3 - 1 | Spagna    | 25-18, 23-25, 25-12, 25-20 |

#### Finale 3º posto
| 24 luglio 2005 ?, ? Durata: 1h:50 - Spettatori: 2 200 | Turchia | 1 - 3 | Spagna | 25-13, 22-25, 21-25, 21-25 |

#### Finale
| 24 luglio 2005 ?, ? Durata: 1h:10 - Spettatori: 4 000 | Finlandia | 0 - 3 | Russia | 17-25, 20-25, 16-25 |

## Classifica finale
| Pos | Squadra    | Rosa |
| --- | ---------- | --- |
|     | Russia     | Formazione: Abramov, Apalikov, Baranov, Beketov, Berežko, Chorošev, Chtej, Egorčev, Ignat'ev, Kazakov, Korneev, Kruglov, Kulešov, Makarov, Mel'nik, Poltavskij, Sidenko, Ušakov, Verbov, Volkov, CT: Gajić                        |
|     | Finlandia  | Formazione: Anttila, Esko, Heikkilä, J. Heikkinen, M. Heikkinen, M. Hietanen, N. Hietanen, Markkula, Moilanen, Ma. Oivanen, Mi. Oivanen, Olli, Ollikainen, Sammelvuo, Silpo, Siltala, Tihinen, Tolvanen, Vesanen, CT: Berruto     |
|     | Spagna     | Formazione: Cabrera, Carreño, Chaso, De Miguel, G. Falasca, M.Á. Falasca, Ferrández, García, Gens, Guerrero, Hernán, Lobato, Marín, Moltó, Palharini, Pérez, Rodríguez, Salvador, Sevillano, Subiela, Suela, Valido, CT: Anastasi |
| 4   | Turchia    | Formazione: Ayvazoğlu, Çayır, Güç, Hascan, Keskin, Koç, Öner, Özdemir, Peçen, Tanık, Toçoğlu, Toktamış, Ulusoy, CT: ? |
| 5   | Germania   | Formazione: Andrae, Bachmann, Bakumovski, Bergmann, Dehne, Böhme, Fischer, Günthör, Kromm, Lieber, Pampel, Schöps, Schwarz, Steuerwald, Tischer, Walter, Westphal, Wiebel, Wiederschein, CT: Moculescu                            |
| 6   | Slovacchia | Formazione: Bartík, Benčič, Červeň, Diviš, Hody, Jánošík, Kmeť, Masný, Nemec, Ogurčák, Pělucha, Pipa, Plichta, Skladaný, Sopko, Ventruba, CT: ?                                                                                   |
| 7   | Rep. Ceca  | Formazione: Baránek, Habada, Holubec, Hrazdira, Hudeček, Král, Kvasnička, Lébl, Novotný, Obdržálek, Pláteník, Popelka, Rak, Rejlek, Staněk, Štokr, Ticháček, Zapletal, CT: Tillie                                                 |
| 8   | Estonia    | Formazione: Esna, Jago, Kreek, Kružajev, Lember, Meresaar, Õuekallas, Pajusalu, Priimägi, Pupart, Silm, Sirelpuu, Tatrik, Toobal, Zuravljov, CT: Keel                                                                             |

## Premi individuali
| Premio                | Nome            | Squadra   |
| --------------------- | --------------- | --------- |
| MVP                   | Pavel Abramov   | Russia    |
| Miglior realizzatore  | Mikko Oivanen   | Finlandia |
| Miglior attaccante    | Mikko Oivanen   | Finlandia |
| Miglior muro          | José Luis Moltó | Spagna    |
| Miglior servizio      | Taras Chtej     | Russia    |
| Miglior palleggiatore | Simo-Pekka Olli | Finlandia |
| Miglior libero        | Ali Peçen       | Turchia   |